# Novossélskoie (Daguestan)
|  | Per a altres significats, vegeu «Novossélskoie». |

Novossélskoie (en rus: Новосельское) és un poble de la república del Daguestan, a Rússia. Segons el cens del 2010 tenia 2.941 habitants.